# Torricellia angulata
Torricellia angulata är en tvåhjärtbladig växtart som beskrevs av Oliver. Torricellia angulata ingår i släktet Torricellia och familjen Torricelliaceae. Inga underarter finns listade.